# Космос-2321
Космос-2321 је један од преко 2400 совјетских вјештачких сателита лансираних у оквиру програма Космос.
Космос-2321 је лансиран са космодрома Плесецк, Русија, 6. октобра 1995. Ракета-носач Космос је поставила сателит у орбиту око планете Земље. 